# Proces odwracalny (termodynamika)
Proces odwracalny – proces termodynamiczny, którego kierunek można odwrócić poprzez nieskończenie małą zmianę wartości jednej lub więcej zmiennych stanu termodynamicznego. Procesy odwracalne zachodzą przy niezmienionej sumie entropii układu i otoczenia.
Dla procesów odwracalnych, przyrost entropii układu termodynamicznego nieizolowanego spowodowany jest tylko dopływem ciepła z otoczenia i równy jest wyrażeniu:
{\displaystyle dS={\frac {\delta Q}{T}},}
gdzie:
{\displaystyle \delta Q} – elementarna ilość ciepła wprowadzonego do układu (różniczka niezupełna),
{\displaystyle T} – stała temperatura bezwzględna.
W procesach odwracalnych zmiana entropii układu spowodowana jest tylko dopływem ciepła spoza tego układu, a zatem równa co do wielkości i przeciwna co do znaku zmianie entropii otoczenia. Suma entropii układu i otoczenia pozostaje bez zmiany
{\displaystyle dS_{u}+dS_{ot}=0.}
gdzie:
{\displaystyle dS_{u}} – przyrost entropii układu,
{\displaystyle dS_{ot}} – przyrost entropii otoczenia.